# Baxbakwalanuxsiwae
Baxbakwalanuxsiwae (ostale varijante vidi niže), Baxbakwalanuxsiwae je najveće i najstrašnije biće u Kwakwaka'wakw folkloru. Njegovo ime se naizmjenično prevodi kao "Kanibal-na-sjevernom-kraju-svijeta" i "Onaj-koji-je-prvi-pojeo-čovjeka-na-ušću-rijeke"; “Sve-savršenije-očitovanje-suštine-čovječanstva” je čistija i eufemističnija verzija. Jezgrovito ga opisuje naziv “Ljudožder”. On je središnja figura zagonetne ceremonije Hamatsa ili "kanibala".
Pojava Baxbakwalanuxsiwae je zastrašujuća. Izgledom je antropomorfan ili sličan medvjedu. Cijelo mu je tijelo prekriveno razjapljenim, pucajućim, krvavim ustima, a njegov zov je "hap, hap, hap" ("jedi, jedi, jedi"). Njegova je kuća prekrivena korom crvenog cedra, a iz dimnjaka izlazi krvavocrveni dim. 
Prate ga brojna podjednako opaka bića. Njegova žena Qominaga, odjevena u crvenu i bijelu cedrovu koru, i njegov rob Kinqalalala donose mu njegove ljudske obroke. Qoaxqoaxualanuxsiwae, "Gavran-na-sjevernom-kraju-svijeta", izbada oči svojim žrtvama. Hoxhogwaxtewae, "Hoxhok-of-the-Sky", divovski ždral, razbija lubanje svojim vrlo dugim kljunom i proždire mozak. Gelogudzayae ("Krivi-kljun-neba") i Nenstalit ("Grizzly-medvjed-vrata") čuvaju stražu. Ove monstruozne ptice-ogre produžetak su samog Baxbakwalanuxsiwaea; one su njegove oči i uši i od njih se ništa ne može sakriti.
Mudri šaman jednom je susreo Baxbakwalanuxsiwae dok je lovio u planinama. Zarobio ga je Qominaga, koji je viknuo Baxbakwalanuxsiwaeu "dođi i proždri ga!" Čovjek se uspio izmigoljiti iz Qominaginog stiska, izgubivši pritom svu kosu, a Baxbakwalanuxsiwae ga je progonio kroz šume i pećine. Na kraju je prevario Baxbakwalanuxsiwaea, namamivši ga u zamku od jame. Ogar (ljudožder) i njegova žena pali su u jamu i bili spaljeni; šaman je otpuhnuo u pepeo, a oni su postali krvožedni komarci Zemlje.
Sama ceremonija Hamatsa priča priču o Baxbakwalanuxsiwaeu koji zaposjeda mladog inicijanta, tjerajući ga da bjesni, škripi, grize i viče "hap, hap, hap". Zatim je simbolično egzorciziran, pripitomljen i uveden u društvo. Baxbakwalanuxsiwae i njegovi pratitelji predstavljeni su sa spektakularnim, raskošno izrezbarenim maskama koje nose plesači Hamatsa.
Varijante imena: Baxbaxwalanuksiwe, Baxbakualanuxsi'wae, Baqbakualanusi'uae, Baqbakualanosi'uae, Baqbakualanuqsi'uae, Baqbakua'latle, Ljudožder-na-sjevernom-kraju-svijeta, Onaj-koji-je-prvi-pojeo-čovjeka- na-ušću-rijeke, Onaj-koji-je-prvi-jeo-ljude-na-vodi, Sve-savršenije-očitovanje-suštine-čovječanstva, Ljudožder.